# Fousseny Kamissoko
Fousseny Kamissoko (Abidjan, 5 aprile 1983) è un ex calciatore ivoriano naturalizzato equatoguineano, di ruolo difensore.